# Lander-Umlagerung
Die Lander-Umlagerung ist eine Namensreaktion der organischen Chemie. Sie ist die thermische Umwandlung eines Alkylimidats in ein N-Alkylamid unter der Anwesenheit einer alkylierenden Substanz.
Von der Reaktion wurde erstmals von Henry L. Wheeler, Treat B. Johnson und David F. McFarland im Jahre 1899 berichtet. George Druce Lander erforschte diese ab 1900 dann intensiver und wurde somit Namensgeber der Reaktion.

## Übersichtsreaktion
Bei der Reaktion kommt es bei dem Alkylimidat durch die alkylierende Substanz – z. B. Iodmethan – zu Umlagerungen. Als Produkt wird ein N-Dialkylamid erhalten.

## Reaktionsmechanismus
Für die Lander-Umlagerung wurden unterschiedliche Mechanismen vorgeschlagen und experimentell untersucht. Die folgenden Mechanismen werden in der Literatur beschrieben und stellen eine Veranschaulichung dar, wie ein solcher Reaktionsmechanismus aussehen könnte.
Weg A: Bei diesem Mechanismus lagert sich von dem Alkylimidat 1 ein Elektronenpaar der N–C-Doppelbindung an die Methylgruppe des Iodmethans an, wodurch es zu weiteren Elektronenumlagerungen kommt. Unter Abspaltung eines Iodethyls bildet sich als Produkt das N-Dialkylamid 2.
Weg B: Im Vergleich zum Mechanismus A lagert sich hier von dem Alkylimidat 1 ein freies Elektronenpaar des Stickstoffs an die Methylgruppe des Iodmethans an. Dadurch bildet sich als Zwischenstufe das Kation 3. Durch Angriff des Anions kommt es zur weiteren Elektronenumlagerung im Molekül und unter Abspaltung von Iodethyl wird als Produkt das N-Dialkylamid 2 erhalten.